# Pilip Piestrak
Pilip Siamienawicz Piestrak (biał. Піліп Сямёнавіч Пестрак, ur. 27 listopada 1903 w miejscowości Sokołuce w obecnym obwodzie brzeskim, zm. 22 sierpnia 1978) – białoruski pisarz i działacz polityczny.

## Życiorys
Urodził się w rodzinie chłopskiej jako syn pracownika budowy trasy kolejowej i pracownicy gospodarstwa wiejskiego. Po wybuchu I wojny światowej rodzina ewakuowała się do wsi Maksimowka k. Buzułuka w guberni samarskiej, gdzie Pilip Piestrak uczył się w miejscowej szkole ludowej do 1915, po czym został pomocnikiem rachmistrza w towarzystwie kredytowym. W latach 1917–1918 uczył się w gimnazjum w Buzułuku, 1918-1920 był pomocnikiem księgowego w gminnym komitecie wykonawczym, w 1920 uczył się na rabfaku (fakultecie robotniczym), po ukończeniu którego podjął studia na Uniwersytecie Samarskim. W 1921 wraz z rodzicami wrócił do zachodniej Białorusi, gdzie pracował jako leśnik, a od 1924 do 1926 odbywał służbę w WP. W 1926 wstąpił do KPZB i został członkiem Komitetu Powiatowego Białoruskiej Robotniczho-Chłopskiej Gromady w Kosowie. W 1927 został sekretarzem podziemnego Komitetu Rejonowego KPZB i członkiem Komitetu Okręgowego KPZB w Słonimiu, a 1933-1934 był instruktorem KC KPZB. Za działalność komunistyczną był niejednokrotnie aresztowany i więziony, łącznie spędził w polskich więzieniach 11 lat. We wrześniu 1939 został uwolniony z więzienia przez Armię Czerwoną, po czym został sekretarzem Komitetu Miejskiego KP(b)B w Grodnie, a w 1940 przewodniczącym Związku Pisarzy Białorusi w Białymstoku. Po ataku Niemiec na ZSRR w 1941 brał udział w radzieckim ruchu partyzanckim. W 1943 został szefem Zarządu ds. Sztuk przy Radzie Komisarzy Ludowych Białoruskiej SRR, od 1946 pracował w Instytucie Języka, Literatury i Historii Sztuki, a od 1948 był konsultantem literackim Związku Pisarzy Białorusi. W 1940 opublikował pierwszy zbiór wierszy, Na straże. Pisał po białorusku, rosyjsku i polsku. Tworzył liryki, opowiadania i powieści o tematyce społeczno-obyczajowej z życia wsi. W 1946 wydał zbiór wierszy Za swoju otcziznu na temat walki partyzantów z niemieckimi okupantami Białorusi. W 1948 i 1952 w dwóch tomach wydał powieść historyczno-rewolucyjną Sustrenemsja na barykadach (samodzielne wydanie w 1954). W 1963 opublikował powieść Sriediborje, za którą otrzymał nagrodę literacką Białoruskiej SRR im. Jakuba Kołasa. Tłumaczył również polską literaturę. Był odznaczony pięcioma orderami, a także medalami. W 1968 otrzymał tytuł zasłużonego działacza kultury Białoruskiej SRR.